# Dicranomyia neomidas
Dicranomyia neomidas är en tvåvingeart som först beskrevs av Alexander 1963.  Dicranomyia neomidas ingår i släktet Dicranomyia och familjen småharkrankar.
Artens utbredningsområde är Angola. Inga underarter finns listade i Catalogue of Life.